# Veroes
Veroes è un comune del Venezuela situato nello Stato di Yaracuy.
Il capoluogo del comune è la città di Farriar.